# هكتور داير
هكتور داير (بالإنجليزية: Hector Dyer)‏ هو منافس ألعاب قوى أمريكي، ولد في 2 يونيو 1910 في لوس أنجلوس في الولايات المتحدة، وتوفي في 19 مايو 1990 في فوليرتون في الولايات المتحدة.

## وصلات خارجية
- هكتور داير على موقع أوليمبيديا (الإنجليزية)